# Germoe
Germoe est une paroisse civile et un village des Cornouailles, en Angleterre.
La paroisse civile inclut les villages de Balwest, Boscreege et Tresowes Green.